# Katy Curd
Katy Curd, née le 27 avril 1989 à wiltshire, est une coureuse cycliste britannique. Spécialisée en four-cross, elle a été championne du monde de cette discipline en 2014 et championne d'Europe en 2012.

## Biographie
Katy Curd commence à faire du vélo durant son enfance et se lance dans la compétition en 2006. D'abord spécialisée en descente à VTT, elle est médaillée d'argent du championnat du monde junior dans cette discipline en 2007.
En 2010, elle quitte son emploi pour se consacrer à sa carrière sportive. Elle s'oriente vers le four-cross et prend la quatrième place du championnat du monde cette année-là. Championne d'Europe en 2012, elle est médaillée d'argent du championnat du monde en 2013, puis championne du monde en 2014.

## Palmarès

### Championnats du monde
- Fort William 2007
  -  Médaillée d'argent de la descente junior
- Mont-Sainte-Anne 2010
  - 4e du four-cross
- Leogang 2013
  -  Médaillée d'argent du four-cross
- Leogang 2014
  -  Championne du monde de four-cross

### Championnats d'Europe
- Championne d'Europe de four-cross en 2012

### Championnats de Grande-Bretagne
- Championne de Grande-Bretagne de descente juniors en 2004
- Championne de Grande-Bretagne de four-cross en 2013
- Championne de Grande-Bretagne de descente en 2018